# Liste de films français sortis en 1989
Listes de films français
- 1985
- 1986
- 1987
- 1988
- 1989
- 1990
- 1991
- 1992
- 1993

Liste non exhaustive de films français sortis en 1989

## 1989
| Titre                                             | Réalisateur          | Distribution                                                     | Genre              |
| ------------------------------------------------- | -------------------- | ---------------------------------------------------------------- | ------------------ |
| À deux minutes près                               | Éric Le Hung         | Charlotte de Turckheim, Jacques Weber                            | Comédie            |
| Astérix et le Coup du menhir                      | Philippe Grimond     |                                                                  | Animation          |
| L'Aventure extraordinaire d'un papa peu ordinaire | Philippe Clair       | Aldo Maccione, Laura del Sol, Michael Clair                      | Comédie            |
| Chambre à part                                    | Jacky Cukier         | Michel Blanc, Lio, Jacques Dutronc                               |                    |
| Chouans !                                         | Philippe de Broca    | Philippe Noiret, Sophie Marceau, Stéphane Freiss, Lambert Wilson | Historique         |
| Les cigognes n'en font qu'à leur tête             | Didier Kaminka       | Marlène Jobert, Patrick Chesnais                                 |                    |
| Comédie d'été                                     | Daniel Vigne         | Maruschka Detmers                                                |                    |
| De Nuremberg à Nuremberg                          | Frédéric Rossif      |                                                                  | Documentaire       |
| La Folle Journée ou le Mariage de Figaro          | Roger Coggio         | Fanny Cottençon, Roger Coggio, Marie Laforêt                     | Comédie            |
| Hiver 54, l'abbé Pierre                           | Denis Amar           | Lambert Wilson                                                   |                    |
| Les Maris, les Femmes, les Amants                 | Pascal Thomas        | Jean-François Stévenin, Daniel Ceccaldi                          |                    |
| Mes meilleurs copains                             | Jean-Marie Poiré     | Gérard Lanvin, Christian Clavier                                 |                    |
| Mes nuits sont plus belles que vos jours          | Andrzej Żuławski     | Sophie Marceau, Jacques Dutronc, Valérie Lagrange                | Drame romantique   |
| Milou en mai                                      | Louis Malle          | Michel Piccoli, Miou-Miou                                        |                    |
| Un monde sans pitié                               | Éric Rochant         | Hippolyte Girardot                                               | Comédie, romance   |
| Monsieur Hire                                     | Patrice Leconte      | Michel Blanc, Sandrine Bonnaire                                  | Drame              |
| Noce blanche                                      | Jean-Claude Brisseau | Vanessa Paradis, Bruno Cremer                                    |                    |
| Nocturne indien                                   | Alain Corneau        | Jean-Hugues Anglade, Clémentine Célarié                          |                    |
| L'Orchestre rouge                                 | Jacques Rouffio      | Claude Brasseur                                                  |                    |
| Radio Corbeau                                     | Yves Boisset         | Claude Brasseur, Pierre Arditi                                   | Policier           |
| Ripoux contre ripoux                              | Claude Zidi          | Philippe Noiret, Thierry Lhermitte, Guy Marchand                 | Comédie            |
| Romuald et Juliette                               | Coline Serreau       | Daniel Auteuil, Firmine Richard                                  |                    |
| Roselyne et les Lions                             | Jean-Jacques Beineix | Isabelle Pasco                                                   | Comédie dramatique |
| Trop belle pour toi                               | Bertrand Blier       | Gérard Depardieu, Josiane Balasko                                |                    |
| L'Union sacrée                                    | Alexandre Arcady     | Richard Berry, Patrick Bruel, Bruno Cremer                       | Policier           |
| La Vie et rien d'autre                            | Bertrand Tavernier   | Philippe Noiret, Sabine Azéma                                    |                    |